# Труй, Кловис
Камиль Кловис Труй (фр. Camille Clovis Trouille; 24 октября 1889, Ла-Фер — 24 сентября 1975, Париж) — французский художник, декоратор и реставратор. По убеждениям был воинствующим атеистом, антиклерикалом, антимилитаристом и анархистом, сотрудничал с анархистскими изданиями.

## Жизнь и творчество
Камиль Труй изучал живопись в парижской Школе изящных искусств с 1905 по 1910 год. В 1912 году призван во французскую армию, все четыре года Первой мировой войны провёл в окопах на Западном фронте, демобилизован в 1919 году. Трагические события того времени отражены на первой большой работе художника — полотне «Воспоминания» (Remembrance) (1931): на ней в левой части — двое призрачных солдат, белые зайцы, над ними летящая женщина-змея (Слава), разбрасывающая пригоршнями медали; в правой части — кардинал, одетый в женское платье (Мораль, не скрывающая своего Ханжества). Подобное презрительное отношение к Церкви как к институции обмана и коррупции сохранялось у Труя на протяжении десятилетий, что видно по его работе «Диалог на горе Кармил» (1944), изображающей оскаленный череп, увенчанный терновым венцом. Другая его работа под названием «Мумия» изображает мёртвый, мумифицированный женский труп, пробуждающийся от смертного сна под воздействием солнечного луча, падающего от бюста Андре Бретона.
Картина «Маг» (1944) изображает самого К. Труя, удовлетворяющего при помощи своего волшебного жезла группу падающих в обморок дам. На полотне «Моя могила» (1947) художник рисует своё захоронение как центр разложения и коррупции всего кладбища. Известным произведением Труя является Роскошь или мечтания маркиза де Сада (1959), на которой можно увидеть портрет самого де Сада, восседающего на переднем плане пейзажа, «украшенного» различными извращениями. Картина «Oh! Calcutta!|Oh! Calcutta! Calcutta!», изображающая обнажённую фигуру, показанную сзади, обыгрывает французский каламбур «„oh quel cul t’as“», означающий «Какая у тебя прекрасная задница!»

## Стиль
Наиболее частыми в творчестве К. Труя темами были смерть и секс. В стилистическом же отношении, после признания его творчества такими мастерами, как Луи Арагон и Сальвадор Дали, теоретик французского авангарда Андре Бретон в своей статье обозначил направление, в котором работал К. Труй, как сюрреализм. После этого художник признал себя сюрреалистом — больше в целях завоевания популярности, так как в целом не питал симпатии к сюрреалистскому движению. Упрощённый же стиль и яркие краски работ К. Труя весьма напоминают манеру рекламных графических плакатов начала XX столетия.

## Галерея
- Работы Кловиса Труя («Oh! Calcutta!|Oh! Calcutta! Calcutta!» и др.)
- Собрание полотен К. Труя на сайте Ассоциации художника (галерея)